# Lex de imperio Vespasiani

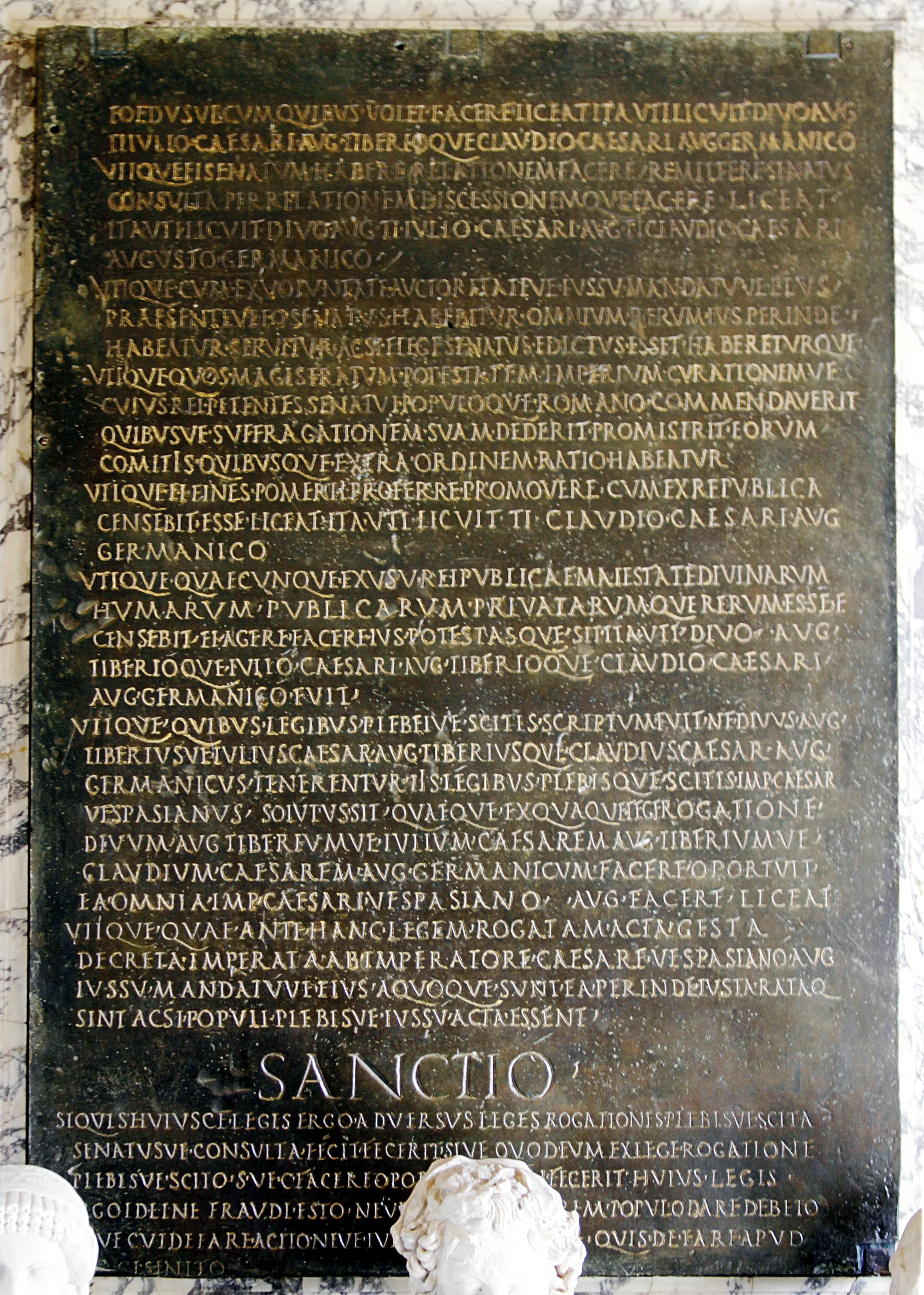
Table en bronze trouvée par Cola di Rienzo sur laquelle est gravée la Lex de imperio Vespasiani. Musées Capitolins, Rome. CIL, 930 = ILS, 244.

La lex de imperio Vespasiani est une loi romaine ou un senatus consultum adopté par le Sénat quelques semaines ou quelques mois après le 22 décembre 69. Elle n'est partiellement connue que par un fragment d’une table de bronze (dimensions 1,60 m par 1,10 m) sur laquelle elle avait été gravée. 
Ce document épigraphique a été redécouvert en 1347 par Cola di Rienzo dans la basilique Saint-Jean-de-Latran. Il concerne l'investiture de Vespasien comme empereur. Ce qui a survécu n'est, au mieux, que la moitié du texte total. Le tableau comprend huit clauses distinctes. On ignore combien il y en avait au total. Il est conservé aux musées du Capitole.
Il est « appelé anachroniquement Lex de Imperio Vespasiani ». C'est le seul exemple connu de document officiel conférant des pouvoirs à un empereur.

## Contexte de cette loi
« La Lex de Imperio Vespasiani retranscrit la loi d’investiture de Vespasien produite dans le contexte politique mouvementé » de la prise du pouvoir de Vespasien à l'issue de l'année des quatre empereurs et de la vaste guerre civile qui l'a accompagnée. Ce document, « n’est pas concomitant à la date de l’investiture de Vespasien par le Sénat » le 22 décembre 69 (décalage de plusieurs semaines voire de plusieurs mois). Depuis la destitution de Néron et son suicide au début du mois de juin 68, trois empereurs se sont succédè, Galba, Othon puis, après la défaite de ce dernier, le sénat a reconnu Vitellius comme princeps. Il est rentré dans Rome en juillet 69, investi des pouvoirs impériaux. De son côté, Vespasien est acclamé Imperator à Alexandrie par les troupes du préfet d’Égypte Tiberius Alexander le 1er juillet 69. Le 3 juillet, les trois légions de Palestine placées sous son commandement font la même chose à Césarée maritime. La même scène se reproduit un peu plus tard dans la province romaine de Syrie. « Vespasien dispose de nombreux soutiens » : en Syrie celui du légat de Syrie Mucianus, « à Rome il est représenté par son frère » Titus Flavius Sabinus « alors au sommet de la hiérarchie sénatoriale en tant que Préfet de la Ville, enfin il bénéficie de l’appui des légions du Danube qui déclenchent les hostilités contre les forces de Vitellius et arrachent une victoire sur les troupes de l’empereur près de Crémone en octobre 69. »
L'empereur Vitellius abdique le 18 décembre 69, en échange d'une retraite dorée en Campanie. Mais ses partisans s'y opposent. Des affrontements ont lieu dans lesquels le frère de Vespasien est tué et le Capitole incendié. « Rome est prise par les troupes du Danube le 20 ou le 21 décembre 69 et Vitellius est exécuté. » Le Sénat investit Vespasien des pouvoirs impériaux le 22 décembre 69 bien qu'il ne soit pas encore arrivé à Rome. Cette loi, prise ultérieurement, vient compléter les pouvoirs de Vespasien.

## Histoire de la transmission
La plaque de bronze sur laquelle figure une partie de cette loi représente au mieux la moitié du texte total. Elle a été redécouverte en 1347 dans la Basilique Saint-Jean-de-Latran et présentée au public par Cola di Rienzo, alors souverain de Rome. Selon lui, le pape Boniface VIII (mort en 1303) aurait caché cette tabula murée dans un autel par haine du pouvoir impérial. Cola l'a rendue publique pour démontrer au pape la limitation constitutionnelle de son pouvoir.
Aujourd'hui, elle est exposée dans les musées du Capitole à Rome où elle a été installée en 1568 dans la salle des Horaces et des Curiaces.

## Datation et nature de cette loi
Ce document n'a pas été établi à la date de l’investiture de Vespasien par le Sénat le 22 décembre 69, mais plusieurs jours plus tard, voire plusieurs semaines. Ce qui a été préservé représente au mieux la moitié du texte. La critique débat donc pour savoir s'il s'agit d'un sénatus-consulte ou d'une Lex. Il est aussi l’objet de plusieurs hypothèses : s'agit-il d'un sénatus-consulte établi avant l'arrivée de Vespasien à Rome ou d'un « acte additionnel conçu par Vespasien » après son retour ou encore d'un « document juridique hybride élaboré en plusieurs phases » ?

## La loi
« Le Sénat vote les différentes clauses contenues dans le document, les comices (assemblées) ratifient le texte sénatorial et en font une loi, ajout de la sanction ». Comme seulement un fragment a été conservé « on ignore si la lex de Imperio Vespasiani faisait partie d’un document qui conférait en bloc les pouvoirs impériaux : imperium consulaire, proconsulaire et puissance tribunicienne, ou si ce document avait été élaboré pour apporter des précisions sur les attributions de l'empereur. »

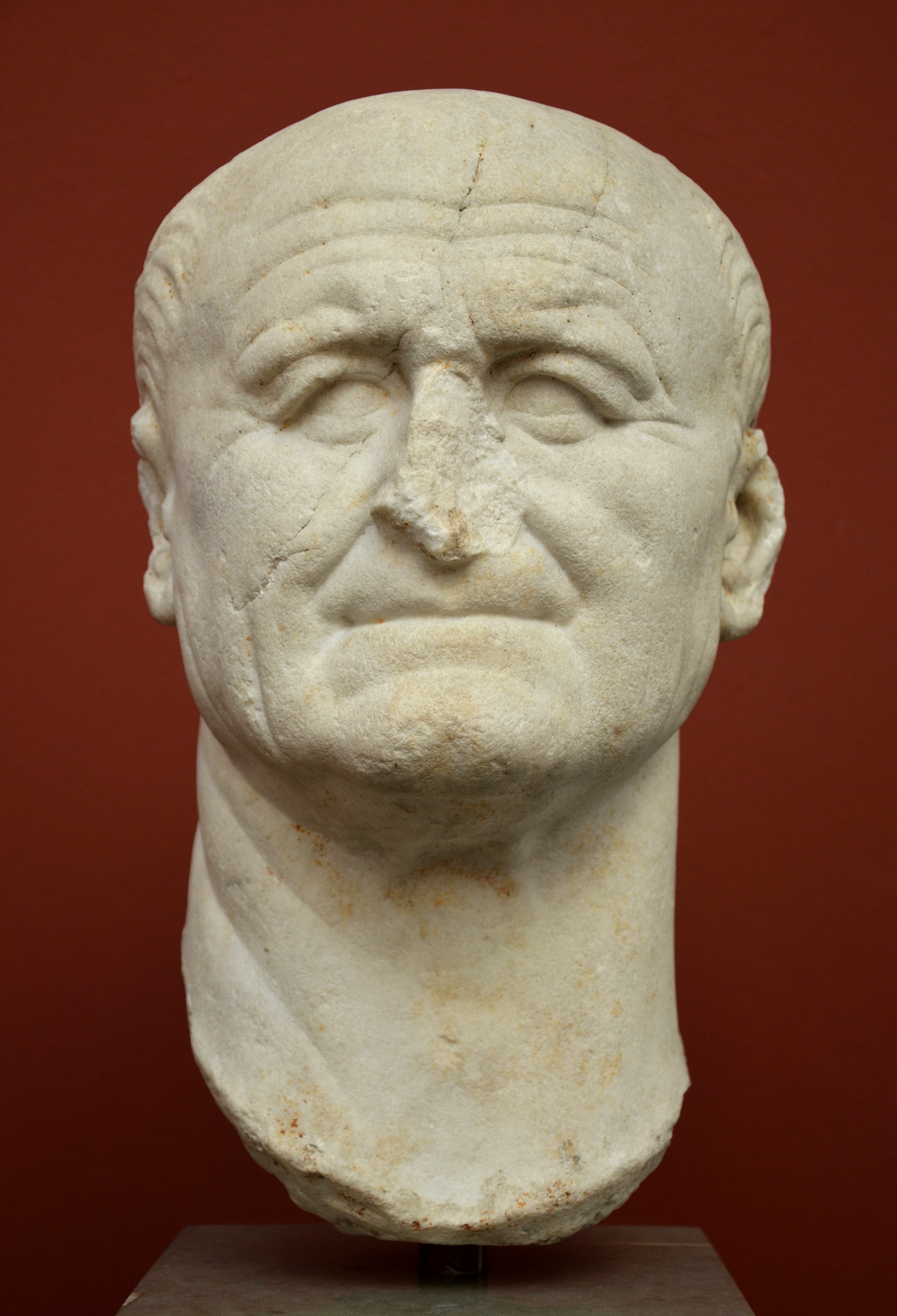
Vespasien (à la Ny Carlsberg Glyptotek de Copenhague)

Vespasien utilise la règle du précédent pour légitimer son pouvoir politique, modelé donc sur la somme des pouvoirs qui, dans la pratique, ont été exercés par les Princeps depuis Auguste. Toutefois le texte comporte aussi des clauses sans précédent. Le texte indique clairement que Vespasien s'est vu accorder le droit d'agir par-dessus la loi, comme l'avaient déjà fait les empereurs précédents. Le texte semble rappeler l’exemple des prédécesseurs (sauf Caligula, Néron, Galba, Othon et Vitellius), à partir d’Auguste, pour définir les prérogatives "spéciales" conférées aux empereurs et justifier le droit contenu dans la clause discrétionnaire (la sixième clause) à agir dans tous les domaines de la vie publique et privée. Le sixième paragraphe (lignes 17 à 21) de la transcription de Michael H. Crawford indique :

« Parce qu'il a le droit et le pouvoir de faire et de mettre en œuvre tout ce qu'il reconnaîtra comme étant utile pour l'État et lui apportera la grandeur dans les affaires divines et humaines, publiques et privées, comme c'était le cas pour Auguste, Tibère et Claude »

— CIL VI, 930
Latin
« Utique quaecumque ex usu rei publicae maiestate divinarum, humanarum, publicarum privatarumque rerum esse censebit, ei agere facere ius potestasque sit, ita ut Divo Augusto, Tiberio Iulio Caesari Augusto, Tiberioque Claudio Caesari Augusto Germanico fuit »
Dans le texte, il est légitime que le prince indique et préside les séances du Sénat (avec Hadrien, le senatus consultum deviendra alors définitivement oratio principis in senatu habita, privant les sénateurs du pouvoir de les émettre et leur laissant la seule tâche de ratifier le discours du prince par acclamation). En outre, il est établi que le prince est absolutus ex legibus, c'est-à-dire qu'il est absous par la loi : sa conduite est incontestable. De plus, le mécanisme de la commendatio, en pratique mis en œuvre depuis l’époque d’Auguste, est reconnu en tant qu’état de droit.
Il existe également une clause dans la même loi, la Caput tralaticium de immunitate, qui établit la suprématie hiérarchique de la Lex de imperio Vespasiani sur toutes les autres normes ordinaires et, partant, dans tous les litiges, tant criminels que civils. Le texte adopté confère également de la valeur à cette lex non seulement à partir du moment de sa mise en œuvre, mais en spécifiant également sa validité en tant que légitimation du comportement qui le précède de l'empereur et de quiconque a agi à sa place. « L'une des clauses de la Lex de imperio Vespasiani, la huitième, qui légalise les actes accomplis par Vespasien ante hanc legem rogatam, à savoir avant la ratification de l'investiture sénatoriale par les comices, lui reconnaît rétroactivement les titres impériaux imperator, Caesar et Augustus, à la date où il a commencé à agir comme tel. » Le prince est inaccessible à la fois directement et indirectement.
La loi stabilisa le nouvel ordre de l'État, déterminé par les pouvoirs formellement extraordinaires conférés à Auguste et à ses successeurs. Le titre de César était lié à la fonction et les conditions ont été créées pour sa transformation en une fonction dont on peut hériter.

## Interprétation
L'interprétation de la nature du droit contenu dans cette Lex a été difficile au fil des ans. En particulier, les érudits ont hésité entre considérer la loi comme une pratique normale, partagée pour tous les empereurs, un acte formel d'investiture de rassemblements inspirés par la tradition, ou un acte exceptionnel jugé approprié après la confusion des guerres civiles et les excès de Néron. On pense également que l'intention de Vespasien, en prenant le pouvoir, de légitimer sa fonction et de l'insérer dans les systèmes publics, supprimait le caractère de "pouvoir exceptionnel et révolutionnaire" de la principauté pour en faire une magistrature supérieure aux autres. Le débat sur la traduction correcte de l'inscription est également intense.